# Prusowo
Prusowo (niem. Preußhof) – osada w Polsce położona w województwie warmińsko-mazurskim, w powiecie ostródzkim, w gminie Ostróda. W latach 1975–1998 miejscowość administracyjnie należała do województwa olsztyńskiego.
W czasach krzyżackich wieś pojawia się w dokumentach w roku 1328, podlegała pod komturię w Olsztynku, były to dobra rycerskie o powierzchni 10 włók. Prusowo w cytowanym opracowaniu uznane zostało za osadę zaginioną.